# Guadua virgata
Guadua virgata là một loài thực vật có hoa trong họ Hòa thảo. Loài này được (Trin.) Rupr. mô tả khoa học đầu tiên năm 1839.